# Falsobrium apicale
Falsobrium apicale är en skalbaggsart som beskrevs av Maurice Pic 1926. Falsobrium apicale ingår i släktet Falsobrium och familjen långhorningar.
Artens utbredningsområde är Laos. Inga underarter finns listade i Catalogue of Life.